# Шестун, Александр Вячеславович
Шесту́н Алекса́ндр Вячесла́вович (род. 26 октября 1964, Серпухов) — бывший глава Серпуховского района Московской области (2003—2018) и председатель Совета депутатов Серпуховского района. Ключевой свидетель «Дела о подмосковных казино».
Задержан Следственным комитетом Российской Федерации 13 июня 2018 по обвинению в совершении преступления, предусмотренного п."в" ч.3 статьи 286 УК РФ (превышение должностных полномочий, с причинением тяжких последствий). Арестован 14 июня 2018 Басманным районным судом города Москвы.
Осуждён 25 декабря 2020 Подольским городским судом Московской области по ч.4 ст.159 (мошенничество, совершённое в особо крупном размере или организованной группой), п."б" ч.4 ст.174.1 (отмывание денег в особо крупном размере), ст.289 (незаконное предпринимательство), ч.6 ст.290 (получение взяток в особо крупном размере) УК РФ и приговорён к 15 годам содержания под стражей в колонии строгого режима, запрету занимать административные должности в течение 8 лет после освобождения и штрафу 49 млн рублей.
Политзаключённый. Стал лауреатом премии Московской Хельсинской группы (МХГ) «За мужество, проявленное в защите прав человека» 20 июля 2022 года.

## Биография
Александр Шестун родился 26 октября 1964 года в Серпухове Московской области. В 1990 году окончил Костромской технологический институт.
В 1983 году поступил в Костромской технологический институт по направлению с Серпуховского хлопчатобумажного комбината «Красный текстильщик», где трудился наладчиком ткацких станков 6-го разряда. Поле первого курса был призван на строчную службу в Советскую армию, которую проходил в Ленинграде, а затем за Полярным кругом в Алакуртти (Мурманская область). Восстановившись в институте, был капитаном команды КВН факультета.
Будучи студентом, работал главным инженером зонального штаба стройотрядов при Костромском обкоме ВЛКСМ. Стал членом КПСС в 1989 году. В 1990 году окончил вуз. В начале 1990-х занимался предпринимательской деятельностью в сфере ценных бумаг Российской Федерации, экспорта металлов, импорта продуктов питания из Франции и Польши.
В начале 1990-х занимался предпринимательской деятельностью. В 2000 году открыл сеть магазинов стройматериалов «Браво» на территории Серпуховского района Московской области.
В 1999 году был избран членом Серпуховского районного Совета депутатов Московской области, а с апреля 2002 года стал его председателем.
В 2002 году Шестун возглавил Серпуховской Союз промышленников и предпринимателей.
В 2002 году, завершив обучение в аспирантуре Костромского педагогического университета им. Некрасова, защитил учёную степень кандидата экономических наук по теме «Организационно-методическое обеспечение совершенствования системы поддержки малых предприятий».
В период подготовки к выборам главы Серпуховского муниципального района Московской области, в отношении Шестуна 5 декабря 2003 было совершено покушение, в его машину была брошена граната. Охранник Шестуна был ранен, сам Шестун получил лёгкую контузию, что зафиксировано в приёмном покое больницы имени Семашко г. Серпухова. Volvo S-70 получила более 30 пробоин от осколков гранаты Ф-1.
Местные журналисты связывали покушение (в отсутствие подтверждённых доказательств) с конфликтом между Александром Шестуном и мэром Серпухова Павлом Ждановым. Последний якобы поддерживал на выборах главы Серпуховского района кандидата Романа Горбунова. Согласно информации масс-медиа, аффилированных с Шестуном, в период предвыборной кампании ему также поступали анонимные звонки с угрозами. 7 декабря 2003 года был избран главой администрации Серпуховского муниципального района Московской области. Победа Шестуна над действующим главой муниципалитета Евгением Головко, получившим поддержку губернатора Бориса Громова, по данным СМИ, якобы привела  к репрессиям нового главы района со стороны руководства Московской области. Шестуну кардинально урезали полномочия, большую часть из которых Правительство Московской области передало первому заместителю главы Серпухова Михаилу Леонтьеву.
Вскоре при невыясненных обстоятельствах в московском метро было обнаружено тело отца Александра Шестуна, о происшествии сыну не сообщили.
Ситуацию усугубляло то, что политические оппоненты Шестуна пытались позиционировать его перед губернатором в качестве агента влияния Чеховско-Подольской ОПГ и лично главы Чеховского района Геннадия Недосеки. Данные обвинения не были подтверждены и губернатор вернул Александру Шестуну полномочия в полном объёме.
В 2006 году губернатор Борис Громов заставил Жданова и Шестуна публично пожать друг другу руки и объявить об окончании  конфликта, но противостояние продолжалось. После этого Шестун ещё дважды избирался главой Серпуховского муниципального района (2008, 2013).
В октябре 2009 года по заявлению Шестуна был арестован начальник Главного управления Генпрокуратуры по Южному федеральному округу Сергей Абросимов при получении взятки в размере 5 миллионов рублей.
16 ноября 2009 в отношении Шестуна Управлением Следственного комитета при Прокуратуре РФ по Московской области было возбуждено уголовное дело. По словам Шестуна, показания против него дал Сергей Романов, «лидер преступной группы», известный в регионе по кличке «Граф». На этом фоне Шестун дважды записал видеообращение к президенту России.
Параллельно с этим глава муниципалитета обратился к жителям, после чего в Серпуховском районе прошла акция в поддержку Шестуна - большой автопробег.
Вал негативных репортажей центральных телеканалов (ссылка на «Человек и закон» или другое)  против Шестуна и наличие уголовного преследования по особо тяжкой статье 290 УК не позволили ему выиграть на выборах мэра Серпухова в 2010 году, несмотря на лучшую стартовую позицию.  Главой Серпухова стал лидер местного отделения партии «Справедливая Россия» Павел Залесов. Набрав 33% голосов он обошёл Шестуна на 7% и Жданова на 14%. Оппоненты обвинили Залесова в массовом подкупе избирателей продуктовыми наборами. Однако правоохранительные органы не нашли этому подтверждений.
В 2012 году уголовное преследование Шестуна было прекращено.
В 2018 году активно выступил против реформы местного самоуправления, проводимой губернатором Московской области Андреем Воробьёвым и за сохранение Серпуховского района как самостоятельного муниципалитета. Одно из выступлений на эту тему состоялось в Государственной Думе. Кроме того, публично озвучил свою позицию о необходимости закрытия и рекультивации полигонов ТБО в Московской области, в том числе в Серпуховском районе, и за переработку отходов. Был участником и организатором протестов и митингов против работы полигонов на территории Серпуховского района.
В апреле 2018 года Шестун опубликовал на видеохостинге YouTube несколько обращений к Президенту России Владимиру Путину, в которых рассказал о своём конфликте с губернатором Московской области, возникшем на фоне организованных им протестов и начавшимся в связи с этим давлением на него со стороны сотрудников правохранительных органов, шантаже со стороны представителей федеральных и региональных властей. Видеоролики содержали записи разговоров Шестуна с начальником Управления «К» ФСБ России Иваном Ткачёвым, начальником Управления президента по внутренней политике Андреем Яриным и руководителем администрации Московской области Михаилом Кузнецовым.

## Семья
Жена — Юлия Шестун. В 2018 году была избрана депутатом Совета депутатов Липицкого поселения Серпуховского муниципального района Московской области. Пятеро детей.
По заявлению Юлии Шестун в МФЦ района Троицк от 20 сентября 2024 года орган ЗАГС Москвы №134 провёл регистрацию расторжения брака 1 ноября 2024 года.

## Дело о подмосковных казино
Являлся ключевым свидетелем по делу о подмосковных казино. Неоднократно выступал в СМИ с разоблачением сотрудников прокуратуры Московской области. Сотрудники ФСБ России осуществляли охрану Шестуна в рамках программы защиты свидетелей.
По мнению Шестуна, он поспособствовал ФСБ сбору компромата против Генерального прокурора Юрия Чайки и его родственников.

## Уголовное дело

### Следствие
13 июня 2018 в доме Шестуна, расположенного в Серпуховском муниципальном районе Московской области сотрудниками ФСБ России, в рамках возбуждённого СК России уголовного дела, был проведён обыск, после чего Шестун был задержан по подозрению в совершении преступления, предусмотренного п."в" ч.3 ст.286 УК РФ (превышение должностных полномочий).
14 июня 2018 Басманный районный суд города Москвы санкционировал арест Шестуна.
По версии следствия, Шестун вместе с предпринимателями Борисом Криводубским и Сергеем Самсоновым через аффилированное с ними ООО «Центр» незаконно приобрели четыре земельных участка в Серпуховском муниципальном районе общей площадью в 10 гектаров, причинив бюджету ущерба более чем на 64,5 миллиона рублей. В 2011 году фигуранты дела через ООО «Центр», «Морган» и «ИТВ-Сервис» легализовали незаконно приобретённые земельные участки, продав их «крупной промышленной компании» за 160 миллионов рублей. При этом, по версии следствия, землю они изначально приобрели за 628 тысяч рублей.
По версии защиты, участки были взяты в аренду в 2005 году. На них было запланировано строительство торгового центра. Предприниматели Борис Криводубский и Сергей Самсонов вложили десятки миллионов рублей в участок: выровняли, перенесли ЛЭП, высоковольтный кабель, провели газ, провели дорогу и центральное водоснабжение, построили электроподстанцию. Финансовый кризис 2008 года не позволил им получить долгосрочный кредит в банке для завершения строительства. За 9 лет владения участком следователи СУ СК РФ по Московской области десять раз проводили проверку законности выделения участка в порядке статей 144-145 УПК РФ с неизменным выводом: всё обосновано. Серпуховская городская прокуратура выходила в суд с требованием о признании продажи земли незаконной, но получила отказ. Официальные представители Росрегистрации и БТИ в Подольском городском суде во время процесса по делу Шестуна подтвердили законность сделки и наличие капитальных строений. Кроме всего, постановление о продаже земли подписывал не Шестун, а врио главы Серпуховского района Сергей Соколов.
Фабула обвинения во взяточничестве состоит в том, что в 2010—2011 годах Шестун организовал неофициальную проверку финансово-хозяйственной деятельности автономной некоммерческой организации по развитию физической культуры и спорта, а потом предложил фактическому руководителю этой организации — главе районного департамента спорта Татьяне Гришиной — «оказывать общее покровительство и попустительство по службе». В итоге в 2012—2018 годах руководитель спортивной организации якобы передала Шестуну через посредника 9,4 миллиона рублей, а также купила для базы отдыха, якобы принадлежащей Шестуну спортивное оборудование стоимостью боле полумиллиона рублей.
По доводам защиты ничего кроме слов Гришиной в подтверждение обвинения не было. Гришина утверждала, что приходила с сумкой в кабинет несколько раз, а секретарям говорила не входить, однако все три секретаря опровергали её показания в суде. В отношении Гришиной было возбуждено уголовное дело по ст. 159 УК и, находясь под арестом в СИЗО. На следующий день после её «признания», Гришина была освобождена под домашний арест, а затем получила условный срок.
Кроме того, Шестун обвинялся в том, что в 2003—2018 годах, будучи главой района, создал и руководил деятельностью 43 фирм, а на доходы от них скупал по заниженным ценам муниципальные земельные участки. Однако защита указала, что все сделки по земельным участкам законны. Нет ни одного решения суда, признавшего цену заниженной.
Шестун отрицал свою вину и связывал своё преследование с тем, что отказался уходить в отставку по требованию губернатора Московской области Андрея Воробьёва и чиновников администрации президента.
В день назначения выборов на пост главы Серпуховского района, 14 июня 2018 года, Александр Шестун был арестован, что лишило его возможности подать заявление на участие в избирательной кампании. Администрация СИЗО-2 ФСИН РФ «Лефортово», где содержали Шестуна, не допустила нотариуса для изготовления доверенности, необходимой для регистрации кандидатом на пост главы муниципалитета. Право Шестуна на участие в выборах публично поддерживали председатель Совета по правам человека при президенте РФ Михаил Федотов и глава ЦИК Элла Памфилова.
Следственную группу по уголовному делу против Шестуна возглавил следователь по особо важным делам СК РФ Роман Видюков. В дальнейшем, 25 июля 2021 года он был награждён Президентом России, а спустя два года Роману Видюкову было поручено вести уголовное дело Алексея Навального.
Из-за лишения своего конституционного права избирать и быть избранным Шестун 30 июля 2018 года объявил голодовку, на 26-й день которой его госпитализировали в больницу МСЧ-77 ФСИН РФ при СИЗО-1 УФСИН г. Москвы «Матросская тишина» с условием постепенно начать принимать пищу.
По словам Шестуна, следователь Роман Видюков угрожал ему в больнице МСЧ-77 размещением в «пресс-хате» (камере) с подсадкой к нему бойца ММА по возвращении в СИЗО-2 ФСИН РФ «Лефортово».  Так и произошло. 23 октября 2018 года судья Мосгорсуда Юлия Комлева отменила меры госзащиты 6-й службы УСБ ФСБ Шестуну в рамках программы защиты свидетелей. В этот же день после отбоя сокамерник в СИЗО-2 ФСИН РФ боец-тяжеловес напал на Шестуна.
26 октября, узнав об инциденте, в СИЗО-2 ФСИН РФ «Лефортово» прибыл председатель СПЧ Михаил Федотов, но его не пустили на встречу к Шестуну, потребовав разрешение от следователя. По заявлению Шестуна велась проверка в порядке ст. 144-145 УПК о нападении на него Фазлиддина Кодирова, проходившего по делу о терроризме.
Впоследствии Александр Шестун был переведён в СИЗО-1 ФСИН РФ «Кремлёвский централ», где объявил бессрочную голодовку. После осмотра консилиумом врачей госпитализирован в тюремную больницу при СИЗО-1 УФСИН г. Москвы.
После нескольких публикаций Шестуна о пыточных условиях содержания американца Гейлена Грандестаффа, больницу МСЧ-77 ФСИН посетил посол США. В результате дипломатических усилий Гейлен Грандестафф был освобождён и вернулся в США.
18 апреля 2019 года, на 69-й день голодовки во время допроса Шестун пережил клиническую смерть, его экстренно госпитализировали в 20-ю больницу города Москвы.
Летом 2019 года Шестуном была издана книга «Непокорный арестант» с подробностями уголовного дела и тюремного быта, которая появилась в продаже в крупных интернет-магазинах.
Шестун весной 2019 года обращается в главное военное следственное управление ГВСУ СКР, обвинив генерала ФСБ Ивана Ткачёва в получении взяток. ГВСУ заявление Шестуна направляет в 6-е военное следственное управление по Москве.
24 июля 2019 года Шестуна насильно отправили в психиатрическую больницу №1 им. Петра Алексеева г. Москва для принудительного кормления, о чём заявил заместитель директора ФСИН РФ генерал-лейтенант Валерий Максименко. По словам Шестуна, он не подписал согласие на лечение в приёмном покое. После протестов общественности у здания больницы, Шестуна перенаправили в психиатрическую больницу МСЧ-77 ФСИН РФ при СИЗО-2 УФСИН Москвы «Бутырка». Там его посетила делегация генералов ФСИН во главе с первым заместителем директора ФСИН Анатолием Рудым и председатель СПЧ при президенте РФ Михаилом Федотовым. В знак благодарности уполномоченной по правам человека Татьяне Москальковой и председателю СПЧ Михаилу Федотову за ходатайство в Мосгорсуд от них об изменении меры пресечения Шестуну на домашний арест он начал принимать воду.
В августе Шестуна, с учётом тяжести его состояния вследствие длительной голодовки, перемещают в палату интенсивной терапии (ПИТ) реанимации больницы МСЧ-77 ФСИН РФ при СИЗО-1, а 21 августа этапируют в 20-ю городскую больницу г. Москвы. 29 ноября расширенный консилиум врачей констатирует о предсмертном состоянии Шестуна из-за объявленной сухой голодовки с требованием свободы всем политзаключённым.
Шестун пожаловался, что днём 10 декабря 2019 года к нему в палату ПИТ зашли сотрудники Генпрокуратуры Василий Грамма и Александр Яковлев, давшие зелёный свет на принудительное кормление «на вязках» с применением сильных психотропных веществ.
В результате длительной голодовки Шестун потерял более половины массы тела. 10 декабря 2019 года в 21:30 к Шестуну в ПИТ зашли 16 сотрудников ФСИН и привязали его к кровати и ввели психотропные вещества через зонд через нос для введения искусственного питания. Спустя трое суток Шестун очнулся, но не смог вспомнить, что его посещала уполномоченная по правам человека в РФ Татьяна Москалькова.
Придя в сознание, Шестун продолжил голодовку, тогда принудительное кормление «на вязках» в ПИТ повторили 21 декабря 2019 года.

### Суд
19 октября 2019 года Генеральная прокуратура Российской Федерации утвердила обвинительное заключение в отношении Шестуна и направила уголовное дело в суд для рассмотрения по существу. Уголовное дело было подсудно Серпуховскому городскому суду Московской области, однако в связи с тем, что Шестун на протяжении 15 лет являлся главой района и тем самым «условия для отправления объективного, непредвзятого и беспристрастного правосудия могут быть поставлены под сомнение», Генеральной прокуратурой заявлено ходатайство об изменении территориальной подсудности. Московский областной суд удовлетворил ходатайство и направил дело для рассмотрения в Подольский городской суд Московской области.
Судебное следствие длилось более года. 21 декабря 2020 года в Подольском городском суде Московской области началось вынесение приговора Александру Шестуну и 25 декабря судья Татьяна Юферова закончила его зачитывать. Суд признал Александра Шестуна виновным и назначил ему наказание сроком 15 лет с отбыванием в колонии строгого режима, запрету занимать административные должности в течение 8 лет после освобождения и штрафу 49 млн рублей.
В ходе процесса на нарушение прав Александра Шестуна Уполномоченному по правам человека при Президенте России Татьяне Москальковой пожаловался Член Экспертного Совета при Уполномоченном по правам человека в РФ, председатель Комитета за гражданские права Андрей Бабушкин. 
Ранее СМИ рассказывали также о давлении силовиков на свидетелей по делу, но данное обстоятельство не было принято судом к сведению.
11 января 2021 года адвокаты Шестуна подали апелляционную жалобу. Защита указывала на нарушения ст.3 (запрет пыток) и ст.6 (право на справедливый суд) Конвенции по правам человека.
20 февраля 2021 года Московский областной суд оставил приговор Шестуну без изменений.

### Гражданский иск Генеральной прокуратуры
В январе 2019 года заместитель Генерального прокурора России Виктор Гринь обратился в Серпуховский городской суд с иском к Шестуну А. В. и 39 соответчикам об обращении взыскания на их имущество в доход Российской Федерации. Общая стоимость оспариваемых объектов, прописанная в иске, составила 10.5 млрд руб.
С целью объективности рассмотрение гражданского иска было поручено Красногорскому городскому суду Московской области.
Исковые требования Генпрокуратуры были основаны на доводах о том, что Шестун, будучи главой Серпуховского района, приобрёл 678 объектов недвижимости и 25 автомобилей. По мнению истца, в договорах купли-продажи спорного имущества кратно занижалась его реальная стоимость. Генпрокуратура считала, что имея возможность приобрести спорное имущества, Шестун содействовал его покупке либо для собственных нужд либо для потребностей родственников и близких лиц. Основывая свои доводы на свидетельских показаниях, взятых из уголовного дела, по которому ещё не было вынесено решение. Истец просил суд взыскать имущество не только ответчика, но и физических, и юридических лиц.
В ходе семи судебных заседаний, в апреле 2019 года, Красногорский городской суд принял решение об удовлетворении требований Генеральной прокуратуры.
Адвокаты многочисленных ответчиков, в ходе судебных заседаний, указывали на ненадлежащие доказательства, многочисленные нарушения норм материального и процессуального права. Решение Красногорского городского суда юристы назвали экспроприацией.
10 августа 2020 Одинцовский городской суд Московской области также обратил в доход государства имущество Александра Шестуна на общую сумму более 1 млрд руб.
Практически всё имущество, которое следствием приписывалось Шестуну, а также активы, которые были заработаны им до вступления в должность главы муниципалитета, были конфискованы и переданы Росимуществом в распоряжение президента Международной ассоциации бокса Умару Кремлёву.
Сама цифра 10,5 миллиардов рублей была сильно завышена Генпрокуратурой с целью наибольшего резонанса в СМИ. 678 объектов недвижимости состоят из небольших земельных участков для садоводства. Данные массивы земли сельскохозяйственного назначения приобретались за несколько миллионов рублей у частных собственников (пайщиков) приватизированных совхозов, а потом были разбиты на небольшие участки.
Реализация Росимуществом «изъятого у Шестуна» не принесла в казну государства и 100 млн рублей. Например самый дорогостоящий актив, приписываемый бывшему главе района - «Парк Дракино» был бесплатно передан Росимуществом структуре Умара Кремлёва, как и многие другие объекты. Усадьба Нащокина в Райсемёновском была брошена Росимуществом на произвол судьбы и вскоре сгорела дотла.
По словам экс-главы района, «25 машин Шестуна» также должны было поразить воображение обывателей роскошной жизнью муниципального деятеля. На самом деле в большинстве своём это малолитражные автомобили знакомых и родственников Шестуна. До избрания главой Серпуховского района Александр Шестун был одним из крупнейших местных бизнесменов и возглавлял общественную организацию «Серпуховский союз промышленников и предпринимателей».
Имущество изъяли на основании показаний свидетелей в рамках уголовного дела, но в судебный, процесс по гражданскому иску Генеральной прокуратуры они отказались явиться, хотя истинные собственники настаивали на их явке. Во время рассмотрения уголовного дела многие свидетели в Подольском суде заявили об угрозах и давлении со стороны следствия.

## Реакция на приговор
Сразу после вынесения приговора различные медиа и активисты высказали своё отношение к приговору. Издание «МК» назвало пятнадцать лет колонии — «смертным приговором». С похожим заявлением выступили адвокат-международник Каринна Москаленко, правозащитник Лев Пономарёв, писательница Людмила Улицкая, член Совета по правам человека при Президенте России Леонид Никитинский.
Член Московской Хельсинкской группы Светлана Астраханцева рассказала о многочисленных нарушениях, допущенных в ходе следствия и суда, и направлении обращения к специальному докладчику ООН по вопросам содействия установления истины, правосудия, возмещения ущерба и гарантиям недопущения нарушений в связи с делом экс-главы Серпуховского района.
Протоиерей Всеволод Чаплин в своём интервью назвал дело Шестуна «АП-гейтом» и призвал главу государства уйти в отставку.
Семья Александра Шестуна записала 14 видеообращений к Владимиру Путину, все они остались без ответа. Также жена Шестуна Юлия сообщала, что ей поступали угрозы от следователей лишить её родительских прав, если она продолжит записывать подобные обращения.
Дочь Шестун на встрече пресс-секретаря президента Дмитрия Пескова со студентами МГИМО задала вопрос о политической подоплёке уголовного дела отца. Ответ Пескова о независимом следствии был подвергнут сомнению.
Активисты сняли документальный очерк об уголовном преследовании Александра Шестуна, в котором были представлены различные мнения, приведены факты и цифры по делу. 

## После приговора
18 мая 2021 Европейский суд по правам человека частично удовлетворил жалобу Шестуна на незаконность его уголовного преследования и признал, что были допущены нарушения, связанные с пребыванием Шестуна под арестом в ходе расследования.
21 мая 2021 ПЦ «Мемориал» признал Александра Шестуна политзаключённым, отметив, что ряд показаний свидетелей был дан под давлением, было нарушено право Шестуна на справедливый суд.
1 июня 2021 стало известно о возбуждении уголовных дел в отношении жены Александра Шестуна — Юлии Шестун и его тестя Николая Алексеева.
17 ноября 2021 Прокуратура Московской области направила в суд уголовное дело в отношении Шестуна по факту оскорбления им представителя власти, неуважения к суду и угрозе убийством и причинением вреда здоровью в отношении судьи. По версии следствия, в ходе рассмотрения в суде уголовного дела в отношении Шестуна в здании Подольского городского суда 21 и 25 декабря 2020 года подсудимый в присутствии журналистов высказал оскорбления, угрозы убийством и причинения вреда здоровью. Кроме того, он проявил неуважение к суду, оскорбив участников судебного разбирательства и судебного пристава. Уголовное дело передано для рассмотрения в Домодедовский городской суд Московской области.
Во время отбытия наказания неоднократно направлял жалобы в прокуратуру и уполномоченные органы, связанные с условиями содержания под стражей.
Был поставлен тюремной администрацией на профилактический учёт как склонный к побегу. 12 мая 2021 помещён в штрафной изолятор, где объявил о начале голодовки.
19 мая 2022 года, на первом заседании по существу по делу об оскорблении суда в Домодедовском городском суде, Шестун появился в жёлто-голубой футболке и выкрикивал лозунги в поддержку Украины. По данному факту был составлен протокол по административной статье 20.3.3. КоАП РФ «Публичные действия, направленные на дискредитацию Вооруженных Сил РФ».
8 февраля 2024 года стало известно, что в отношении Александра Шестуна возбудили новое уголовное дело о дезорганизации деятельности учреждений, обеспечивающих изоляцию от общества.
В октябре 2024 года, в ходе судебного процесса в Бежецке Шестуну был вынесен приговор в виде двух лет строгого режима по ст. 321 УК РФ (Дезорганизация деятельности учреждений, обеспечивающих изоляцию от общества). В ходе процесса Шестун отклонил обвинения, указав на отсутствие доказательств в его виновности, а также заявил о фактах пыток в исправительной колонии.